# 白川晴顕
白川 晴顕（しらかわ はるあき／せいけん、1950年 - ）は、浄土真宗の僧、中央仏教学院院萇。
広島県生まれ。龍谷大学大学院博士後期課程真宗学専攻修了。宗学院卒業。龍谷大学講師、中央仏教学院講師・学校教育部長、2009年中央仏教学院院長。安芸教区豊田東組専教寺住職。

## 著書
- 『浄土和讃』を読む』本願寺出版社 1999
- 『浄土真宗は目覚めの宗教』永田文昌堂 2005
- 『聖典セミナー 尊号真像銘文』本願寺出版社 2007
- 『親鸞聖人と超常識の教え』永田文昌堂 2009
- 『妙好人のことば －信心とその利益－』本願寺出版社 2015

### 共著
- 『月々のことば 2009（平成21）年 真宗教団連合法語カレンダー（如来大悲の恩徳は身を粉にしても報ずべし）』浅井成海,藤榮行信,清基秀紀共著 本願寺出版社 2008
- 『やさしく語る親鸞聖人伝』瓜生津隆真,淺田正博,黒田覚忍,森田眞円,清岡隆文,貴島信行,浅井成海共著 本願寺出版社 2011
- 『月々のことば 2014（平成26）年 真宗教団連合法語カレンダー（称名とはみ名を聞くことであります）』佐々木惠精,葛野洋明,稲田静真共著 本願寺出版社 2013

## 注
1. ↑  『親鸞聖人と超常識の教え』著者紹介